# Årsta gamla skola

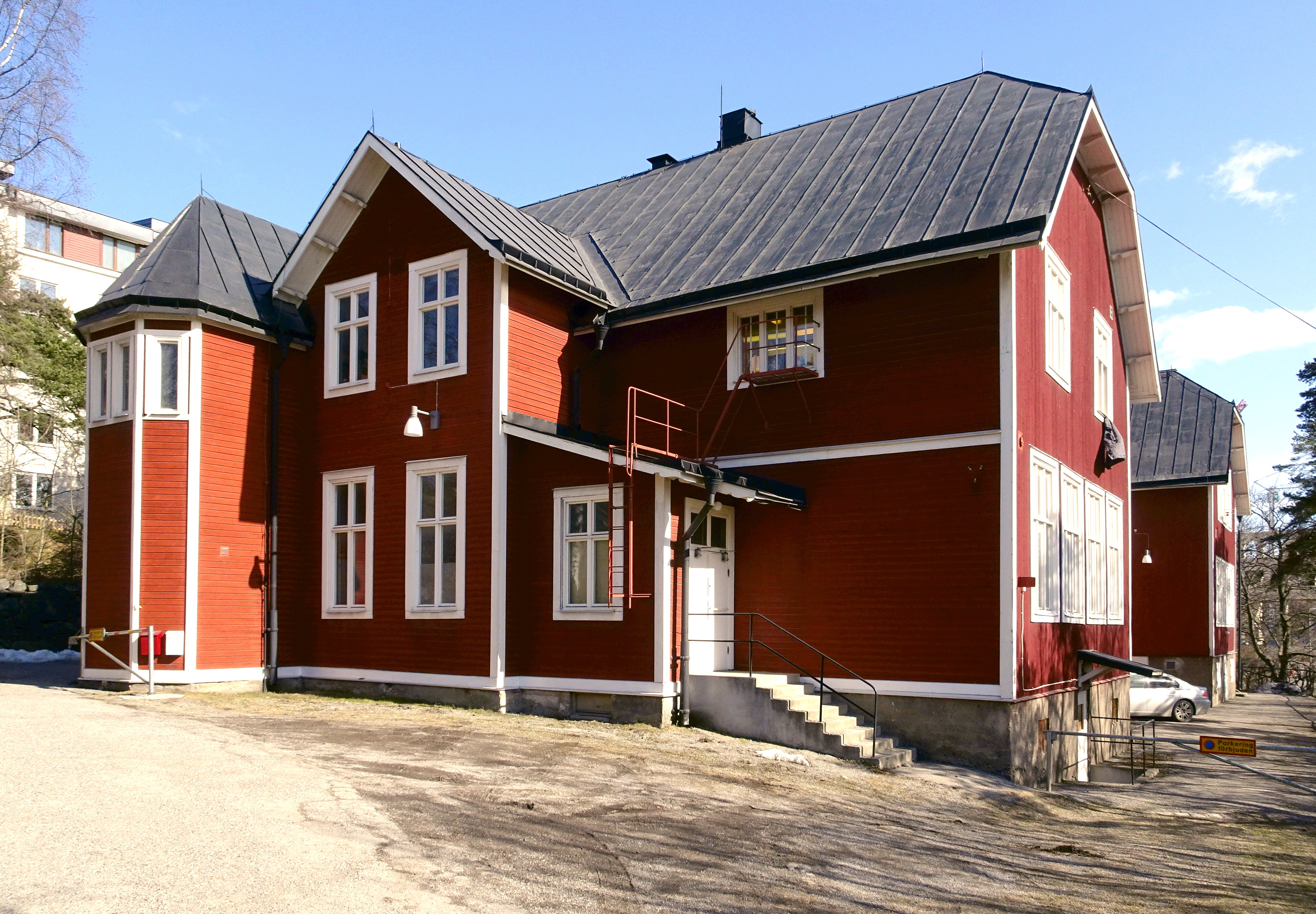
Årsta gamla skola mars 2018.

Årsta gamla skola är en tidigare grundskola vid Sjöviksbacken 60 i stadsdelen Liljeholmen i södra Stockholm. Skolhuset uppfördes 1904 efter ritningar av arkitekt Axel Bergman. Skolverksamheten lades ner 1978.

## Historik

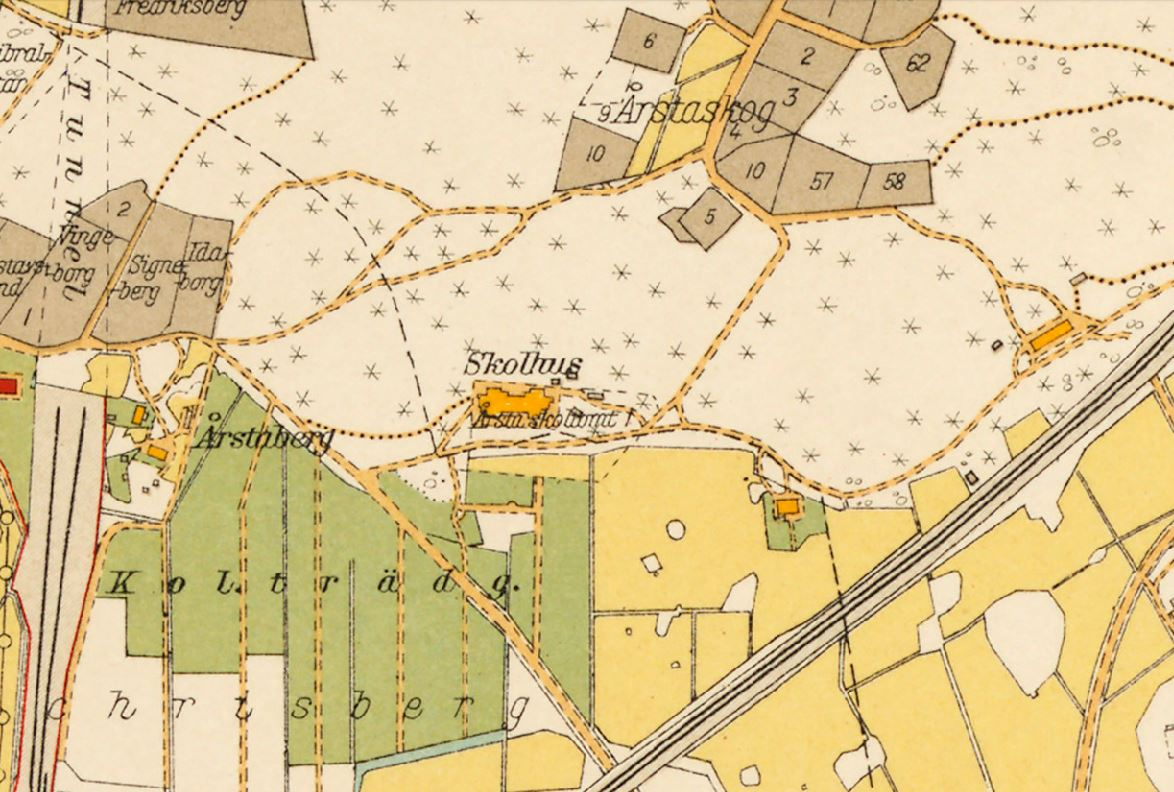
Årsta skolhus på en karta från 1920-talet.

Årsta gamla skola byggdes som grundskola för årskurs 1-3 och var den första skolan i trakten kring Årsta. Ritningarna är stämplade ”Svenska ritbyrån Nynäshamn” och signerade Axel Bergman. Han ritade ett trähus i en våning med inredd vind samt med denna sammanbyggda flyglar i två våningar. I flyglarna anordnades lärosalarna. Två trapphustorn, gavlar åt flera håll och valmade takfall gav huset ett intressant utseende. Fasaderna kläddes av stående och liggande träpanel som avfärgades i faluröd kulör. Byggnaden är grönmärkt av Stadsmuseet i Stockholm vilket innebär att fastigheten "är särskilt värdefull från historisk, kulturhistorisk, miljömässig eller konstnärlig synpunkt". 
Skolan hörde till en början till rektorsområde för Brännkyrka församling som även var byggherre och mellan 1913 och 1918 till Liljeholmens skoldistrikt. På en karta från 1954 uppges byggnaden som "Skolhem för astmasjuka". Skolverksamheten lades ner 1978. Idag (2018) har Ateljéföreningen Årsta Gamla Skola sin verksamhet i huset. Den tidigare skolan är ett av Stockholms Ateljéhus som är en förening för Stockholms stads kommunala ateljéhusföreningar. Runtom i Stockholm finns tretton ateljéhus där konstnärer arbetar som målare, tecknare, grafiker, skulptörer och animatörer.

## Historiska bilder (1956–1962)

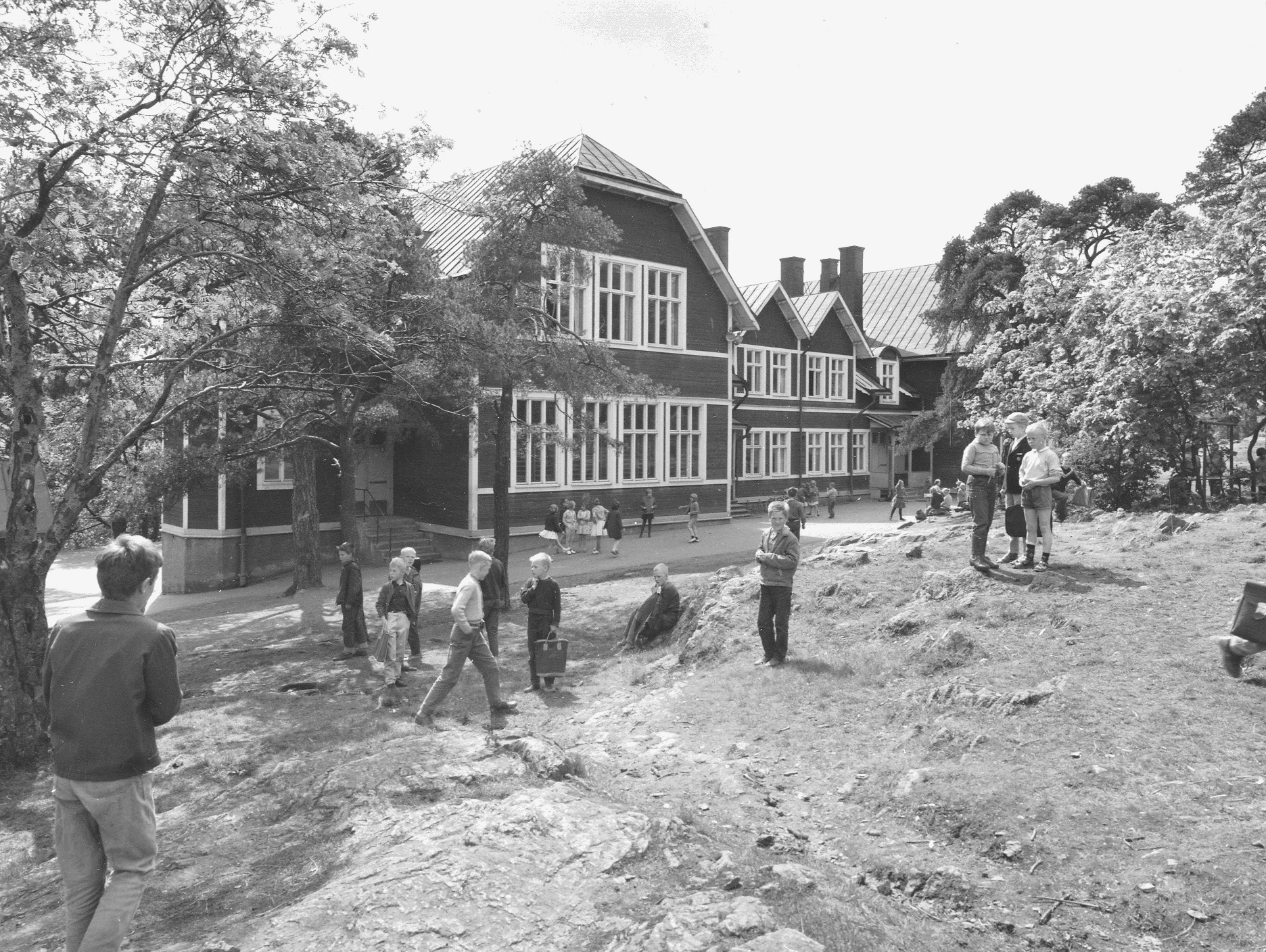
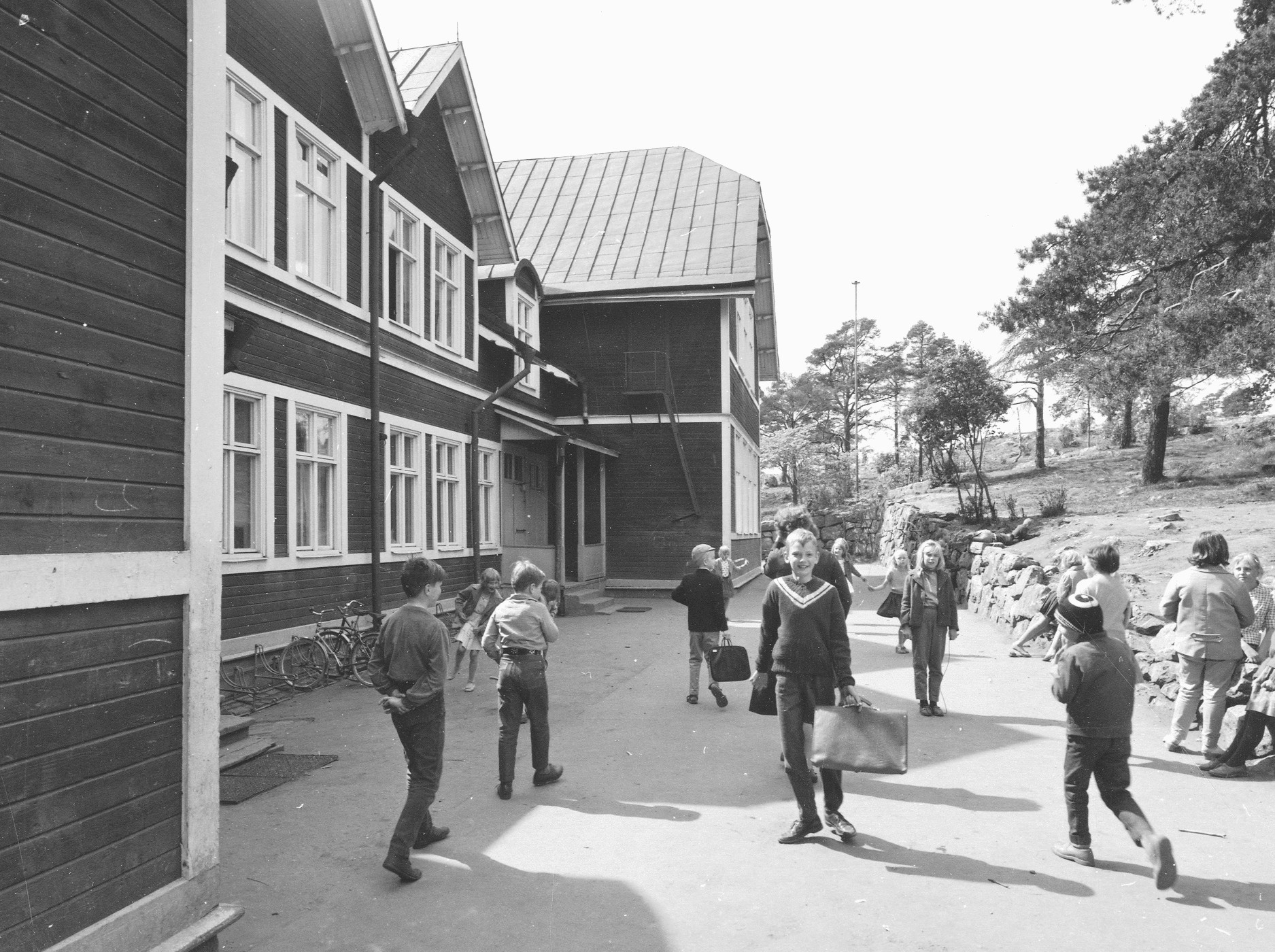
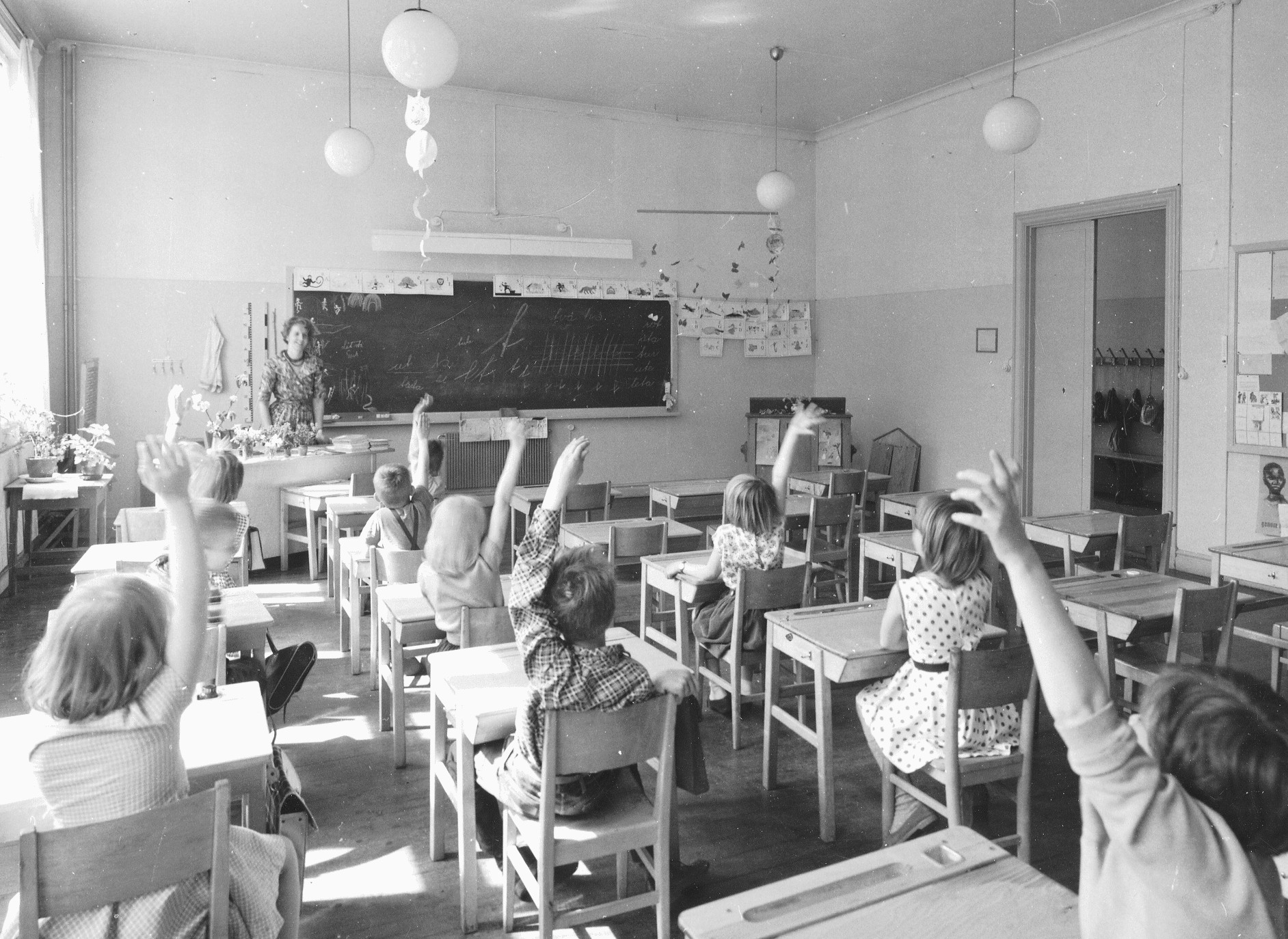
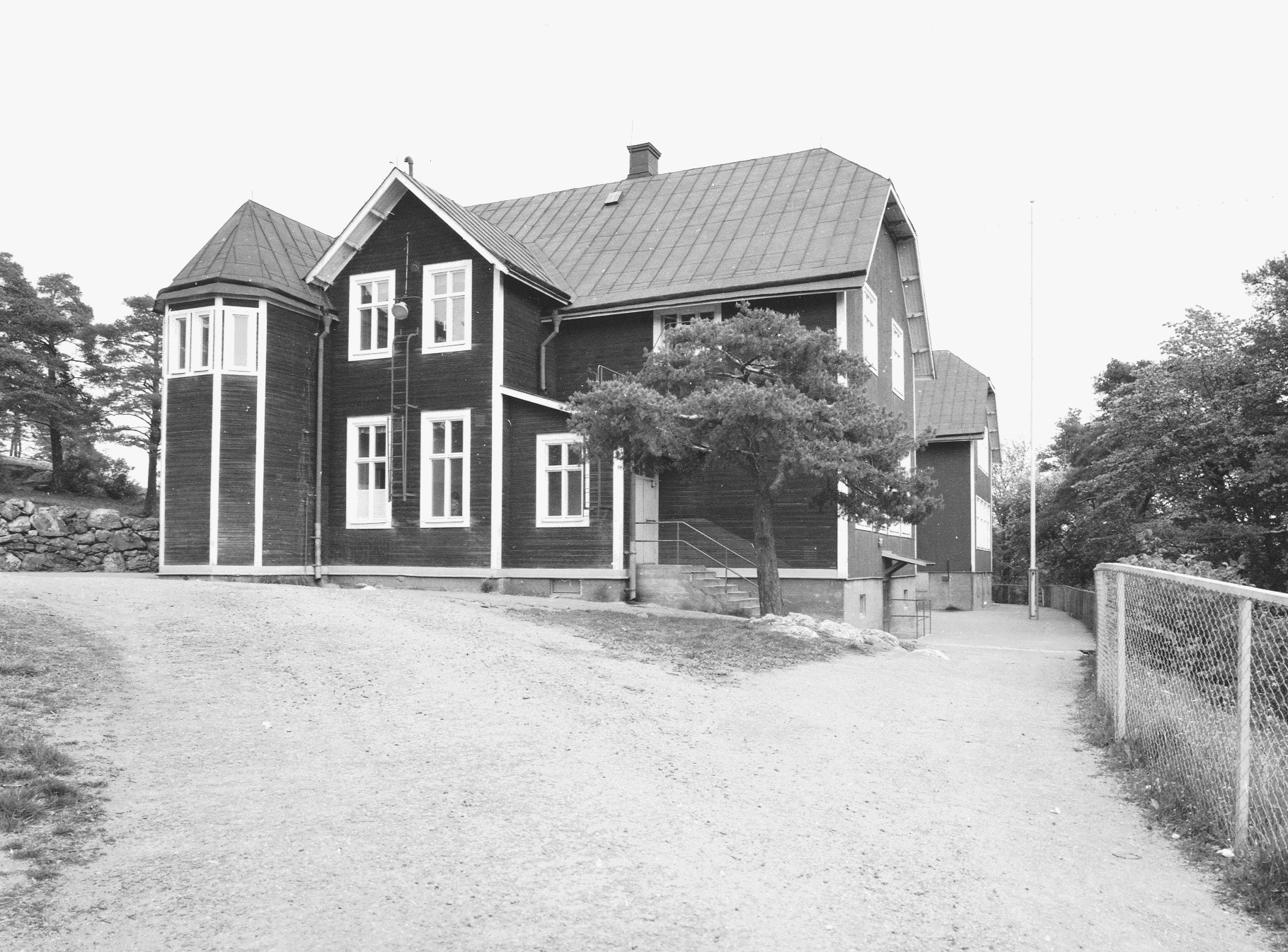